# 五代官制
五代官制，五代十国基本沿用唐朝官制，对宋朝的官制有很大的影响。
后梁将尚书令由正二品改为正一品，开始由王镕担任。改尚书左丞、尚书右丞为尚书左司侍郎、尚书右司侍郎。后唐恢复尚书左丞、尚书右丞之名。
后梁设立中书门下，以同中书门下平章事为宰相。改司政殿为金銮殿，设金殿大学士，以崇政院使敬翔担任。后唐时冯赟、后周时吴廷祚为避家讳，担任同中书门下平章事时改称同中书门下二品。
后梁改枢密院为崇政院，设立长官崇政使、崇政副使。后唐改称枢密院，长官枢密使、枢密副使。不同于唐朝以宦官担任枢密使，五代以士人担任枢密使。后晋一度废除枢密院，以宣徽使取代，旋即恢复枢密院。后唐以李琪为御史大夫，以后不再任命。后晋以御史中丞为正四品。
后梁、唐庄宗将盐铁、度支、户部三司，统归租庸使管理。唐明宗废除租庸使，恢复三司，设三司使一人管理，以张延朗为三司使。
五代十国地方以州县制，州的长官是刺史，县的长官是县令。州之上有节镇，由唐朝沿用的节度使和五代新设的节度使主持，成为地方一级行政区划。五代十国在重要城市设立府，如开封府、河南府、京兆府、大名府（兴唐府、廣晉府）、太原府、凤翔府。南方各政权有成都府、江都府、江宁府（金陵府）、长乐府、江陵府、长沙府、兴王府。又有大都督府在军事重镇，后唐在宋州设大都督府。五代十国设立在军事要地设立军，有生产部门的地区设监，如崇德軍、贍國軍、雲安監、桂阳监。宋朝沿用这个制度。
后梁设立左右龙虎军、左右羽林军、左右神武军、左右龙骧军，都以亲王为军使。后唐在洛阳设立严卫左右军、捧圣左右军。后唐设立左右护圣军。后周设立龙捷左右军、虎捷左右军。后周禁军长官为殿前都指挥使、水陆都部署、殿前都点检等。